# Castropol
Castropol è un comune spagnolo  situato nella comunità autonoma delle Asturie, facente parte della comarca di Eo-Navia. Nel comune si parla l'eonaviego, variante galiziana con tratti asturiani.
Il capoluogo che dà il nome al comune è posto su una penisola elevata che domina la Ria dell'Eo, allo sbocco in oceano del fiume Eo che segna il confine fra le Asturie e la Galizia. L'abitato riempie questa altura che arriva a 10 metri s.l.m. di case bianche con tetti di lavagna che si appoggiano l'una all'altra intervallate da chiese, palazzi e grandi abitazioni in un gradevole complesso che culmina con la chiesa parrocchiale svettante col suo campanile. Il territorio comunale si estende dal livello della ria all'interno montagnoso in cui si raggiungono quote fino a 1210 metri di altitudine. 
La località più abitata del territorio comunale è Figueras, con 636 abitanti, distante 6 km dal centro urbano, sulla stessa riva della ria con case che si aggruppano attorno al porto dove s'innalza il palazzo dei Pardo Donlebun. Fino al 1826 Figueras era stata comune indipendente.
L'economia del comune si basa sull'agricoltura e sull'allevamento del bestiame, sullo sfruttamento forestale, sul commercio, sull'artigianato cantieristico per la costruzione di barche e di navi di piccole dimensioni, sui servizi, sul turismo e sull'attività portuale.

## Storia
Dai ritrovamenti archeologici nella zona si evince che la prima presenza umana fu nel neolitico. Nella zona comunale esistono ben 8 castra del periodo preromano castrense degli Egobarri, nome dato dai Romani al popolo abitante nella zona di Castropol. Il nome della città si fa derivare dalla serie di nomi dati a questo centro abitato, prima Pueblo de Castro, poi Pola de Castro, Pola de Castropol e, infine, solo Castropol.
Rafforzata la sua economia basata sulla pesca e sul commercio del sale, il re Giovanni I di Castiglia ne potenziò lo sviluppo concedendo nel 1386 la libera circolazione delle merci nel porto che cominciò a commerciare il legno, il ferro, il sale, i cereali con i porti della costa atlantica. 
Durante il medioevo e anche successivamente fu tappa del Camino de Santiago.
Consolidata nel XVI secolo come Villa de Castropol raggiunse l'apice della sua floridezza economica, ma nel 1587 un incendio la distrusse quasi totalmente. Nei secoli XVII e XVIII la ricostruzione l'arricchì di palazzi e casonas in luoghi privilegiati che dimostrano la potenza e la ricchezza della nobiltà locale.
Molti giovani emigrarono a Río de la Plata nel XIX secolo, alcuni, arricchitisi, tornarono in patria dando impulso alla città che, con alti e bassi, giunse al XX secolo in cui fu capitale di una lega di 14 comuni asturiani e fu sede del Tribunale, del carcere e delle poste stabilitisi qui durante la guerra d'indipendenza spagnola.
Nel 1997 le fu conferito il premio del principe delle Asturie come città esemplare.

## Monumenti e luoghi d'interesse
Tra i monumenti si segnalano: Capilla de Santa Maria del campo, del 1461, Palacio de las cuatro torres, del XVI secolo, rinnovato nel XIX, Palacio de los Marqueses de Santa Cruz dei secoli XVI-XVII, Chalet de doña Socorno o Palacete Peñalba del 1912 oggi prestigioso hotel, Palacio Valledor del XVI secolo, Palacio de Pardo Donlebun, a Figueras, del XVI secolo, Torres de Donlebun a Bardes, dei secoli XVI-XVII, Edificio de Sestelo del XIX secolo, fondato in un ambiente di montagna e d'acqua come cartiera, fu poi un orfanotrofio durante la guerra civile e una scuola professionale negli anni '90 del secolo scorso, Casona Solariega de los Peres, del XVIII secolo a Seares, Iglesia Parroquial de Santiago, del XVII secolo fu ospedale e ostello dei pellegrini diretti a Santiago fino al XIX secolo; è sulla sommità dell'abitato, Capilla de San Roman del 1482 modificata nel 1901.
La ria è stata dichiarata Reserva Natural Parcial per il suo ambiente particolare.

## Feste
Oltre alle feste della Settimana Santa, del carnevale e patronali sono da segnalare la festa del Corpus Christi in giugno con le processioni che passano per le strade del centro coperte di fiori in figurazioni diverse, la festa del Carmen in agosto, la Feria de la Faba in ottobre con conferenze relative all'agricoltura e al turismo, esposizione di prodotti vari, giochi infantili e popolari, degustazione della gastronomia dei prodotti locali, il Certamen de habaneras gara di habanera, la festa commemorativa della costruzione Puente de los Santos avvenuta nel 1997, è celebrata ogni anno alternativamente di qua e di là della ria, confine delle due regioni, Galizia ed Asturie. È una festa di fratellanza fra le due comunità unite dal ponte, la Regata de traineras-Trofeo bandera del principe de Asturias che si svolge ogni anno in luglio.